# 6 ноември
6 ноември е 310-ият ден в годината според григорианския календар (311-ви през високосна). Остават 55 дни до края на годината.

## Събития
- 1315 г. – Данте Алигиери (на портрета) е осъден на доживотно изгнание от Флоренция, а ако се върне е заплашен от изгаряне на клада.
- 1521 г. – Фернандо Магелан достига със 115 души екипаж Молукските острови.
- 1844 г. – Приета е конституцията на независимата от Испания Доминиканска република.
- 1860 г. – Ейбрахам Линкълн става 16-ият президент на САЩ.
- 1871 г. – Гюла Андраши става външен министър на Австро-Унгария.
- 1885 г. – Сръбско-българска война: Боят за Белоградчик завършва с поражение и отблъскване на сърбите от защитниците на града.
- 1886 г. – Заради засилените русофобски политически настроения и действия в България Русия прекратява дипломатически отношения с нея.
- 1920 г. – На основание на Ньойския мирен договор армията на Сърбия окупира Западните покрайнини (площ 1555 кв. км, население тогава 65 000 души); в България е обявен 3-дневен национален траур.
- 1920 г. – Образувана е Обединената народно-прогресивна партия след сливането на Народната партия и Прогресивнолибералната партия.
- 1926 г. – Американецът Джейкъб Шик патентова електрическа самобръсначка.
- 1939 г. – Втората световна война: Германските окупатори провеждат в Краков (Полша) акцията Sonderaktion Krakau, в която са задържани из изпратени в концентрационен лагер 183 професори от Ягелонски университет и други ВУЗ-ове в Краков.
- 1941 г. – Втората световна война: Съветският лидер Йосиф Сталин се обръща към народа си за втори път, за своето 19-годишно управление, като заявява, че от началото на войната с Националсоциалистическа Германия загубите на СССР (убити, изчезнали и ранени) са 1.75 млн., а на Германия са 4.5 млн., че САЩ са отпуснали на СССР заем от $1 млрд. в допълнение към доставките на танкове и самолети, и че СССР не цели да налага режима си в европейски държави, а само да ги освободи.
- 1943 г. – Втората световна война: Англо-американската авиация бомбардира Пловдив.
- 1960 г. – Открита е първата линия на метрото на Киев.
- 1990 г. – Украинският сериен убиец Андрей Чикатило убива и осакатява Света Коростик.
- 1991 г. – В Кувейт е потушен последният пожар на нефтен кладенец след инвазията на Ирак и денят е обявен за официален празник.
- 1991 г. – Борис Елцин издава указ, с който прекратява дейността на КПСС на територията на Русия.
- 1999 г. – На проведен референдум жителите на Австралия отхвърлят републиката и определят за държавен глава кралицата на Обединеното кралство Елизабет II.
- 2004 г. – Въздушните сили на Кот д'Ивоар бомбардират френски казарми в контролираната от бунтовници северна част на страната, убивайки 9 френски войници; французите отвръщат на удара като унищожават 2 самолета и 1 хеликоптер.
- 2012 г. – Почива Патриарх Максим, глава на Българската православна църква с титлата Патриарх Български и митрополит Софийски от 1971 до смъртта си.

## Родени
- 15 г. – Агрипина Млада, римска благородничка († 59 г.)
- 1479 г. – Хуана Кастилска, кралица на Испания († 1555 г.)
- 1494 г. – Сюлейман Великолепни, султан на Османската империя († 1566 г.)
- 1771 г. – Алоиз Зенефелдер, изобретател († 1834 г.)
- 1814 г. – Адолф Сакс, белгийски изобретател († 1894 г.)
- 1832 г. – Михаил Николаевич, велик княз на Русия († 1909 г.)
- 1835 г. – Чезаре Ломброзо, италиански антрополог († 1909 г.)
- 1851 г. – Чарлз Дау, американски финансист († 1902 г.)
- 1860 г. – Игнаци Падеревски, министър-председател на Полша († 1941 г.)
- 1872 г. – Франтишек Билек, чешки скулптор († 1941 г.)
- 1880 г. – Роберт Музил, австрийски писател († 1942 г.)
- 1882 г. – Санда Йовчева, българска писателка († 1946 г.)
- 1882 г. – Томас Харпър Инс, американски режисьор († 1924 г.)
- 1889 г. – Габриел Ано, френски футболист († 1968 г.)
- 1897 г. – Надежда Костова, българска актриса († ? г.)
- 1908 г. – Франсоаз Долто, френска лекарка († 1988 г.)
- 1914 г. – Джонатан Харис, американски актьор († 2002 г.)
- 1919 г. – Дичо Петров, български офицер († 1944 г.)
- 1921 г. – Джеймс Джонс, американски писател († 1977 г.)
- 1931 г. – Майк Никълс, американски режисьор († 2014 г.)
- 1937 г. – Вадим Бакатин, руски офицер († 2022 г.)
- 1938 г. – Иван Златков, български политик
- 1941 г. – Мико Богданов, български поет и художник († 2014 г.)
- 1946 г. – Сали Фийлд, американска актриса
- 1947 г. – Димитър Миланов, български поет († 2012 г.)
- 1948 г. – Глен Фрей, американски китарист
- 1948 г. – Роберт Хюбнер, немски шахматист († 2025 г.)
- 1950 г. – Амир Аксел, американски математик († 2015 г.)
- 1954 г. – Манго, италиански певец († 2014 г.)
- 1955 г. – Нончо Воденичаров, български поп-певец, артист, каскадьор и кмет († 2009 г.)
- 1964 г. – Грег Графин, американски вокалист (Бед Релиджън)
- 1970 г. – Димчо Данов, български футболист
- 1970 г. – Итън Хоук, американски актьор
- 1972 г. – Танди Нютън, англо-зимбабвийска киноактриса
- 1975 г. – Васил Драганов, български актьор
- 1976 г. – Живко Бояджиев, български футболист
- 1982 г. – Даниел Георгиев, български футболист
- 1987 г. – Ана Иванович, сръбска тенисистка
- 1992 г. – Нася Димитрова, българска волейболистка

## Починали
- 1597 г. – Каталина-Микаела Испанска, херцогиня на Савоя (* 1567 г.)
- 1632 г. – Густав II Адолф, крал на Швеция (* 1594 г.)
- 1656 г. – Жуан IV, крал на Португалия (* 1604 г.)
- 1672 г. – Хайнрих Шюц, германски композитор (* 1585 г.)
- 1761 г. – Кристиана Шарлота фон Насау-Отвайлер, немска аристократка (* 1685 г.)
- 1836 г. – Карел Маха, чешки поет (* 1810 г.)
- 1836 г. – Шарл X, крал на Франция (* 1757 г.)
- 1893 г. – Пьотър Чайковски, руски композитор (* 1840 г.)
- 1915 г. – Георги Паунчев, български просветен деец (* 1858 г.)
- 1915 г. – Христо Чернопеев, български революционер (* 1868 г.)
- 1919 г. – Кръсто Янков, български зограф (* 1854 г.)
- 1921 г. – Арсени Костенцев, български просветител (* 1842 г.)
- 1933 г. – Андрей Ляпчев, министър-председател на България (* 1866 г.)
- 1935 г. – Вълко Велчев, български офицер (* 1859 г.)
- 1941 г. – Морис Льоблан, френски писател (* 1864 г.)
- 1949 г. – Никола Хаджипетков, български военен деец (* 1891 г.)
- 1960 г. – Ерих Редер, германски адмирал (* 1876 г.)
- 1964 г. – Ханс фон Ойлер-Келпин, шведски биохимик, Нобелов лауреат († 1873 г.)
- 1968 г. – Калин Бояджиев, български архитект (* 1905 г.)
- 1972 г. – Димитър Челкаш, български писател (* 1912 г.)
- 1978 г. – Стефан Чумпалов, български футболист (* 1898 г.)
- 1980 г. – Георги Дреников, Командващ Въздушни войски (* 1897 г.)
- 1990 г. – Стефан Димитров, български актьор († 1933 г.)
- 2000 г. – Лион Спраг де Камп, американски писател (* 1907 г.)
- 2006 г. – Асен Дурмишев, лекар, учен (* 1938 г.)
- 2006 г. – Божидар Абрашев, български композитор (* 1936 г.)
- 2012 г. – Максим Български, патриарх на България (* 1914 г.)
- 2016 г. – Бисер Киров, български поппевец, музикант, композитор, телевизионен водещ, режисьор, продуцент и дипломат (* 1942 г.)

## Празници
- ООН – Международен ден за предотвратяване на експлоатацията на околната среда по време на война и въоръжени конфликти – Отбелязва се по решение на ООН от 2001 г.
- Доминиканска република – Ден на конституцията (1844 г.)
- Италия – Празник на град Конеляно
- Таджикистан – Ден на конституцията (1994 г.)
- Украйна – Ден на Освобождението на Киев
- Финландия – Ден на шведската култура
- Швеция и Финландия – Ден на националния флаг